# Granja de Ulvsättra

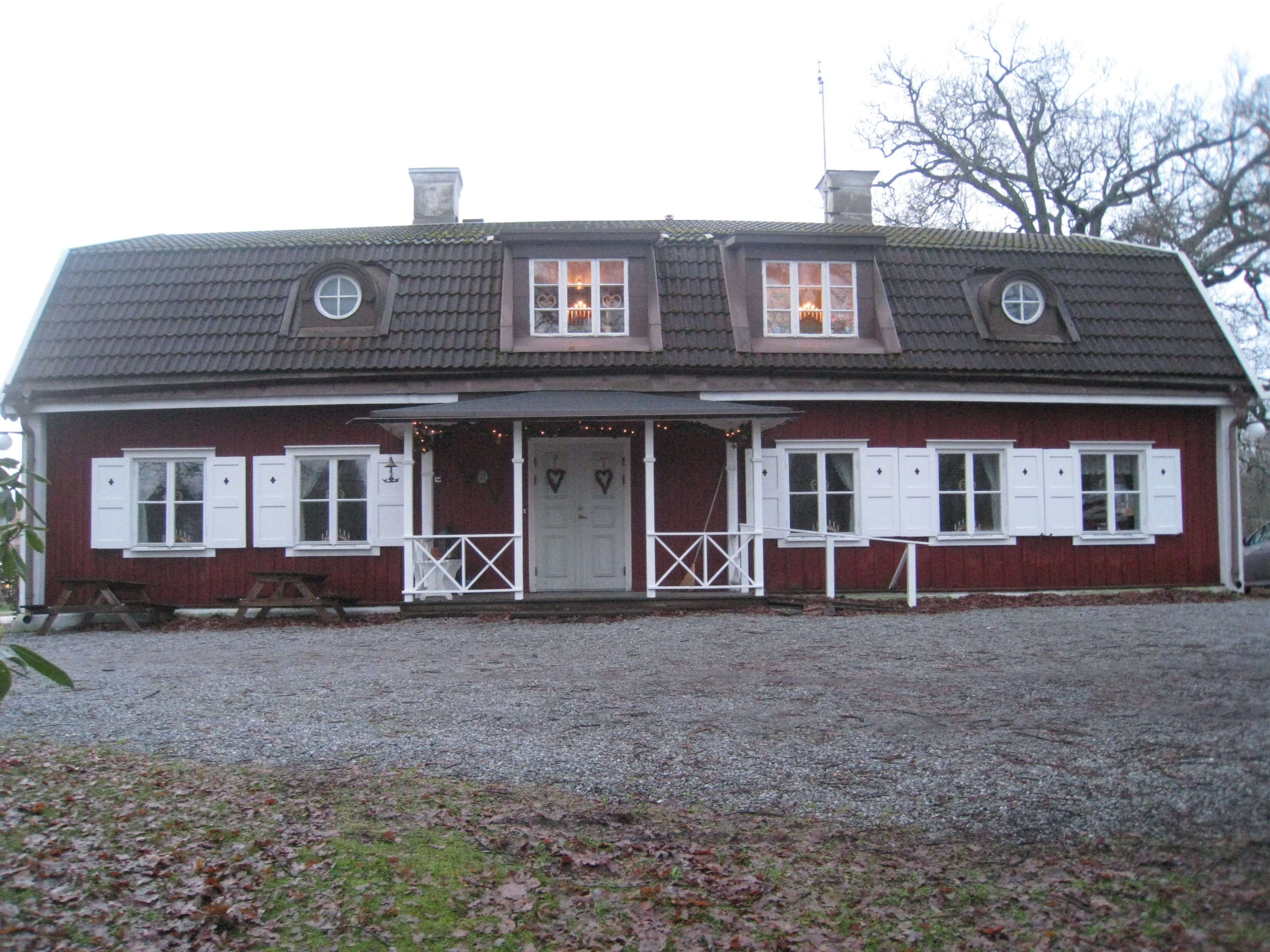
Edificio principal de la granja de Ulvsättra en Kallhäll

La granja de Ulvsättra es una finca situada en el número 6 de la calle Ulvsättravägen de Kallhäll en el municipio de Järfälla, provincia de Estocolmo. La granja consta de un edificio principal y dos anexos y es un ejemplo del carácter y estilo de la arquitectura rural sueca de los siglos XVIII o XIX. En la actualidad, es propiedad municipal.

## Edificios
El edificio principal y el anexo sur se construyeron probablemente en el siglo XVIII. La casa principal tiene una planta alargada, de baja altura, con seis divisiones y un ático bajo una cubierta a dos aguas con quebradura, con rasgos bien preservados de los siglos XVIII o XIX. En el anexo sur se ubicaba la lavandería y la cervecería y el anexo norte era la casa de invitados. Las tres edificaciones tienen fachadas rojas con acabados de madera en blanco. Las contraventanas también están pintadas de blanco. Los techos están cubiertos con ladrillos de barro rojos. En las puertas y ventanas, se conservan adornos forjados a mano. El gran tragaluz del edificio principal se añadió más recientemente durante una reforma del edificio. Durante la reforma en 1906 se construyeron los porches en el punto medio de la fachada este y sur. La granja está situada sobre una pequeña elevación rodeada por una zona boscosa caducifolia. Hacia el este se abren terrenos de pasto y al norte la finca se conecta con Bolindervallen. Los edificios han conservado un carácter rural idílico, a pesar de su  proximidad a Kallhäll, una comunidad que ha experimentado un rápido crecimiento.

## Historia
La primera mención conocida a Ulvsättra aparece en un registro de propiedades del año 1534 como perteneciente al obispado con sede en la catedral de Uppsala, aunque tras la reforma de la década de los 1520, ya era en realidad propiedad de la corona. Juan III de Suecia se la cedió en el año 1573 a Antonio de Palma por su fidelidad hacia él y su esposa Catalina Jagellón durante el difícil periodo del reinado del hermano de Juan Erico XIV. Hasta 1971, los propietarios e inquilinos de la granja se dedicaban la agricultura. La granja ha cambiado a menudo de manos y arrendada por  administradores y mayoristas de Estocolmo. En la década de los 1950 fue propiedad de Bolinders Fabriks AB fabricante de electrodomésticos. En 1969, el municipio de Järfälla se hizo cargo de la finca y restauró la granja en 1979; una asociación cultural local, establecida en 1994 es responsable de la supervisión de los edificios. El entorno histórico de la granja y los edificios auxiliares todavía se conserva como en pocos otros lugares. Los edificios del otro lado de la calle Ulvsättravägen también pertenece a la granja de Ulvsättra.